# 짜짜로니
짜짜로니는 삼양식품에서 1985년 4월부터 시판한 짜장라면이다. 이름은 짜장면과 마카로니의 합성어이다.
농심에서 1984년에 짜파게티가 출시되어 큰 인기를 끌자, 1970년에 삼양 짜장면을 출시했던 삼양식품이 이듬해 내놓은 제품이다.
출시 초기에는 짜파게티와 별 차이가 없었으나, 1994년부터 분말짜장스프와 유성스프의 별도 첨부 방식이 아닌 유성스프를 합친 액상 볶음짜장스프를 내놓으면서 구성물과 조리법이 확실히 구분되는 제품이 되었다. 1996년에 '삼선 짜짜로니'라는 이름으로 제품명을 변경하였다가, 이후 다시 '짜짜로니'라는 제품명을 쓰고 있다.
시판 초창기에 이경규를 캐스팅해 찍은 '자연스럽게'라는 카피의 TV CF가 널리 알려져 있다.

## 갤러리

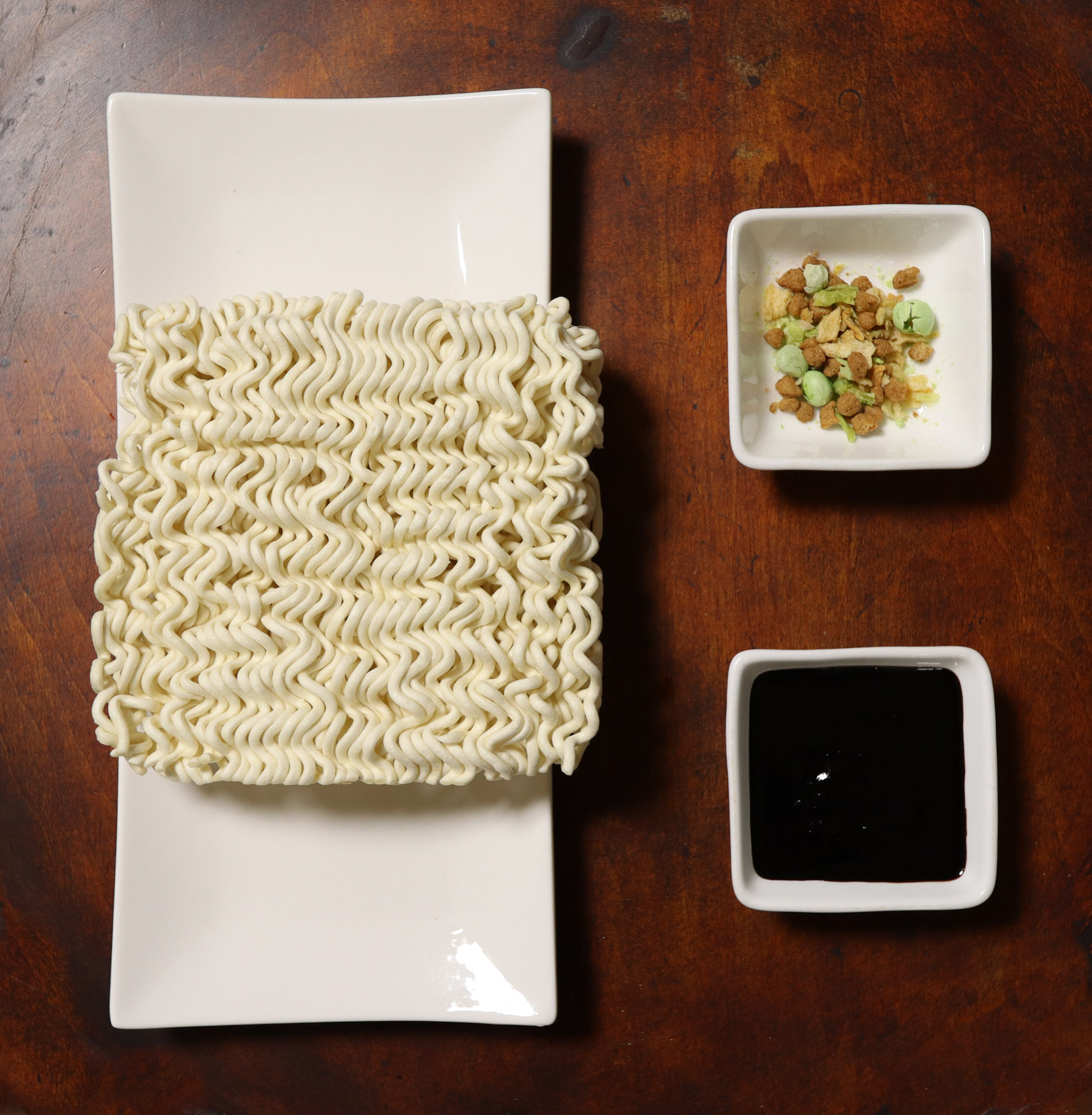
짜짜로니 재료
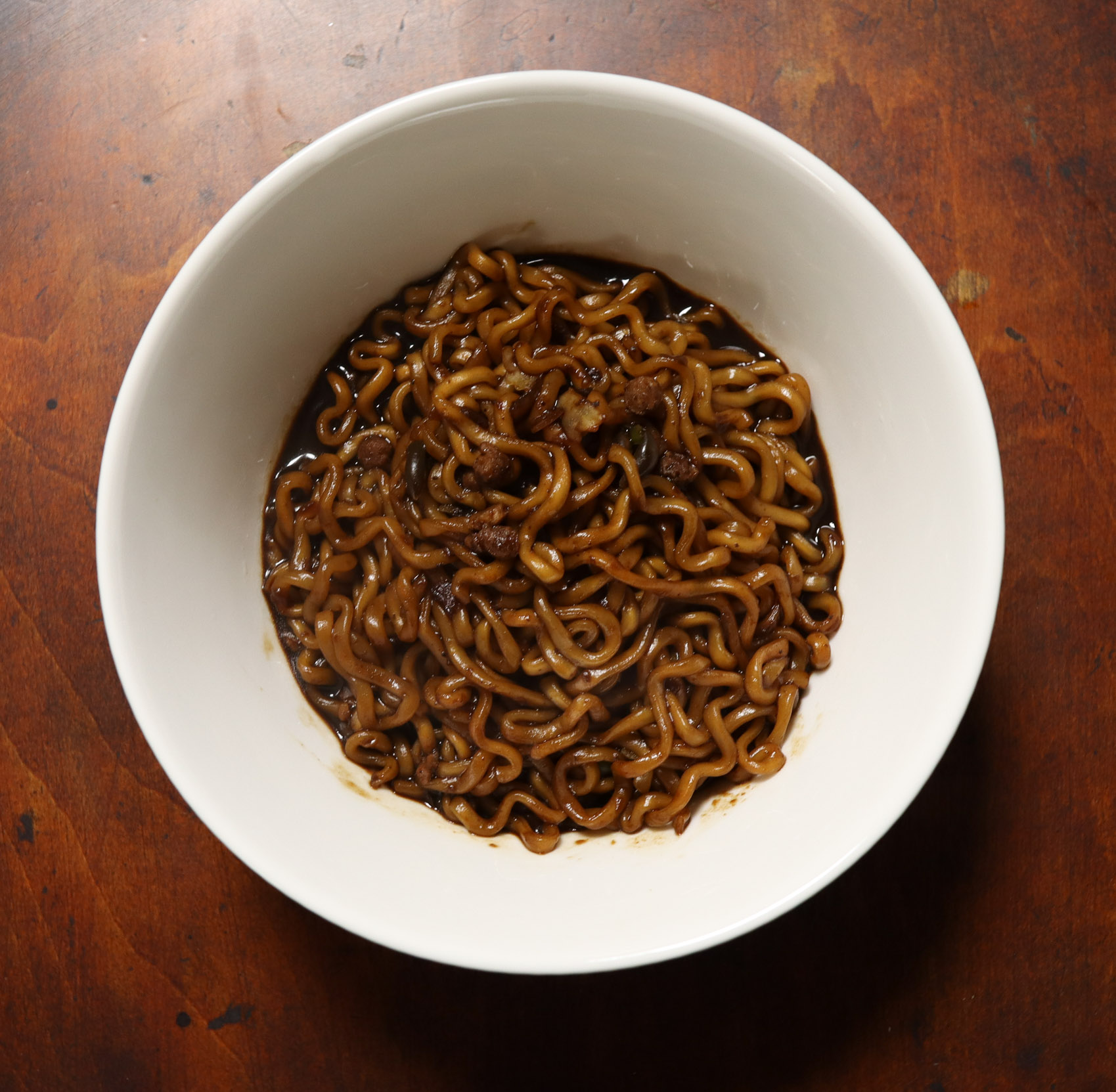
짜짜로니

## 같이 보기
- 짜파게티
- 짜왕
- 삼양식품